# Ричард Пайпс
Ричард Едгар Пайпс (на английски: Richard Edgar Pipes) е американски историк, съветолог и университетски преподавател с полско-еврейски произход. Дългогодишен преподавател в Хардвардския университет (1950 – 1996). Съветник на президента Роналд Рейгън по въпросите на Източна Европа и СССР (1981 – 1982).

## Биография
Ричард Пайпс е роден на 11 юли 1923 година в град Чешин, в еврейското семейство на Зофия (с родово име Хаскелберг) и Марек Пипес. Баща му е войник от легионите на Юзеф Пилсудски и производител на шоколад. Израства във Варшава, откъдето през 1939 година емигрира заедно със семейството си. На следващата година се установява в САЩ. През 1943 получава американско гражданство. Завършва университета Корнел и защитава докторска дисертация в Харвардския унивеситет.
Умира на 17 май 2018 година в Кеймбридж, Масачузетс.

## Трудове
- The Russian Military Colonies, 1810 – 1831, The Journal of Modern History Vol. 22, No. 3, September 1950
- The Formation of the Soviet Union, Communism and Nationalism, 1917 – 1923 (1954) Rev. ed. 1964
- Social Democracy and the St. Petersburg Labor Movement, 1885 – 1897 (1963)
- Struve, Liberal on the Left (1970)
- Europe since 1815 (1970)
- Russia Under the Old Regime (1974)
- Soviet Strategy in Europe (1976)
- Struve, Liberal on the Right, 1905 – 1944 (1980)
- U.S.-Soviet Relations in the Era of Détente: a Tragedy of Errors (1981)
- Survival is Not Enough: Soviet Realities and America's Future (1984)
- Russia Observed: Collected Essays on Russian and Soviet History (1989)
- The Russian Revolution (1990)
- Russia Under the Bolshevik Regime: 1919 – 1924 (1993)
- Communism, the Vanished Specter (1994)
- A Concise History of the Russian Revolution (1995)
- The Three „Whys“ of the Russian Revolution (1995)
- The Communist System, Виж: Alexander Dallin/Gail W. Lapidus (eds.) The Soviet System. From Crisis to Collapse, 2-ро преработено издание, Westview Press, Boulder/San Francisco/Oxford 1995 ISBN 0-8133-1876-9
- Property and Freedom (1999)
- Communism: A History (2001)
- Vixi: Memoirs of a Non-Belonger (2003)
- The Degaev Affair: Terror and Treason in Tsarist Russia (2003)
- Russian Conservatism and Its Critics (2006)
- The Trial of Vera Z. (2010)
- Scattered Thoughts (2010)
- Russia's Itinerant Painters (2011)
- Uvarov: A Life (2013)
- Alexander Yakovlev: The Man Whose Ideas Delivered Russia from Communism. – Northern Illinois University Press. – 2015.